# Jan Mycielski
Pour les articles homonymes, voir Mycielski.
Jan Stanislaw Mycielski, né le 7 février 1932 en Pologne et mort le 18 janvier 2025 à Boulder dans le Colorado,, est un mathématicien polono-américain, professeur émérite à l'Université du Colorado à Boulder.

## Biographie
Il a obtenu son Ph.D. en mathématiques à l'université de Wrocław sous la direction de Stanisław Hartman.

## Travaux
Il est connu en théorie des graphes pour sa construction de graphes sans triangle de nombre chromatique aussi grand que l'on souhaite, appelés graphes de Mycielski.

## Distinctions
Il a reçu le Prix Stefan-Banach de la Société mathématique de Pologne en 1965.